# Pico La Reina
Pico La Reina es una montaña en Colombia. Está ubicado en el departamento de Cesar, en la parte norte del país, 700 km al norte de Bogotá, la capital nacional. Pico La Reina se encuentra 5535 metros sobre el nivel del mar, o 672 metros sobre el terreno circundante. Sus estribaciones tienen unos 7.5 kilómetros de ancho. Pico La Reina es parte de la Sierra Nevada de Santa Marta.
El terreno alrededor de Pico La Reina es mayormente montañoso, particularmente en el suroeste. El punto más alto de la zona es el Pico Cristóbal Colón, de 5775 metros sobre el nivel del mar y a 8.2 km al oeste del Pico La Reina. Hay alrededor de 72 personas por kilómetro cuadrado alrededor de Pico La Reina, que está bastante densamente poblado. No hay poblaciones alrededor. El entorno del Pico La Reina está casi cubierto de hierba.
La temperatura promedio es de 9 °C. El mes más caluroso es marzo, con 13 °C, y el octubre más frío, a 5 °C. La precipitación media 2294 milímetros al año. El mes más lluvioso es mayo, con 316 milímetros de lluvia, y el más seco es julio, con 107 milímetros.
| Climograma de Pico La Reina | Climograma de Pico La Reina | Climograma de Pico La Reina | Climograma de Pico La Reina | Climograma de Pico La Reina | Climograma de Pico La Reina | Climograma de Pico La Reina | Climograma de Pico La Reina | Climograma de Pico La Reina | Climograma de Pico La Reina | Climograma de Pico La Reina | Climograma de Pico La Reina |
| --- | --------------------------- | --------------------------- | --------------------------- | --------------------------- | --------------------------- | --------------------------- | --------------------------- | --------------------------- | --------------------------- | --------------------------- | --------------------------- |
| E | F                           | M                           | A                           | M                           | J                           | J                           | A                           | S                           | O                           | N                           | D                           |
| 120 20 5 | 143 20 5                    | 185 22 4                    | 213 16 2                    | 316 12 2                    | 147 12 3                    | 107 13 1                    | 219 13 2                    | 248 14 2                    | 302 10 0                    | 156 9 1                     | 135 16 4                    |
| temperaturas en °C • totales de precipitación en mm fuente: |                             |                             |                             |                             |                             |                             |                             |                             |                             |                             |                             |
| Conversión sistema imperial\| E \| F \| M \| A \| M \| J \| J \| A \| S \| O \| N \| D \| \| 4.7 68 41 \| 5.6 68 41 \| 7.3 72 39 \| 8.4 61 36 \| 12 54 36 \| 5.8 54 37 \| 4.2 55 34 \| 8.6 55 36 \| 9.8 57 36 \| 12 50 32 \| 6.1 48 34 \| 5.3 61 39 \| \| temperaturas en °F • totales de precipitación en pulgadas \| \| \| \| \| \| \| \| \| \| \| \| |                             |                             |                             |                             |                             |                             |                             |                             |                             |                             |                             |
| E | F                           | M                           | A                           | M                           | J                           | J                           | A                           | S                           | O                           | N                           | D                           |
| 4.7 68 41 | 5.6 68 41                   | 7.3 72 39                   | 8.4 61 36                   | 12 54 36                    | 5.8 54 37                   | 4.2 55 34                   | 8.6 55 36                   | 9.8 57 36                   | 12 50 32                    | 6.1 48 34                   | 5.3 61 39                   |
| temperaturas en °F • totales de precipitación en pulgadas |                             |                             |                             |                             |                             |                             |                             |                             |                             |                             |                             |